# Marko Samardžija
Marko Samardžija (Vođinci, 2. rujna 1947. – Zaprešić, 19. veljače 2019.) bio je hrvatski jezikoslovac, kroatist, sveučilišni profesor i akademik.

## Životopis
Rođen je 2. rujna 1947. god u Vođincima kod Vinkovaca. Završio je studij jugoslavenskih jezika i književnosti te filozofije na Filozofskom fakultetu u Zagrebu. Tamo je od 1973. godine radio kao asistent pri Katedri za suvremeni hrvatski književni jezik Odsjeka za jugoslavenske jezike i književnosti, a od 1988. u zvanju docenta. Od 1992. izabran je za izvanrednog profesora, od 1998. za redovitog profesora. Od 1992. do 2006. godine bio je predstojnik Katedre za hrvatski standardni jezik, a od 1996. do 1998. pročelnik Odsjeka za kroatistiku.
Gostujući je profesor na sveučilištima u Mostaru, Pečuhu, Sambotelu, Kölnu i Skoplju te gost predavač na sveučilištima u Sosnowiecu, Varšavi, Ljubljani, Poznanju, Budimpešti.
Umirovljen je 2017. godine. Izabran je 2018. za redovitog člana Hrvatske akademije znanosti i umjetnosti. Bio je ravnatelj Instituta za hrvatski jezik i jezikoslovlje od 2000. do 2001. godine. Bio je član Međunarodnog povjerenstva za slavenske književne/standardne jezike, Međunarodnoga slavističkog odbora te Vijeća za normu hrvatskoga standardnog jezika.
Preminuo je 19. veljače 2019. u Zaprešiću.

## Djela

### Knjige
- Ljudevit Jonke, (monografija), Zagreb, 1990.
- Filološki portreti, Zaprešić, 1993.
- Hrvatski jezik u Nezavisnoj Državi Hrvatskoj, Zagreb, 1993.
- Iz triju stoljeća hrvatskoga standardnog jezika, Zagreb, 1997.
- Jezikoslovni razgovori (Desetljeće ugodnih i uglavnom uzaludnih prigovaranja o hrvatskome jeziku i u vezi s njim), Vinkovci, 2000.
- Leksikon hrvatskoga jezika i književnosti, (s Antom Selakom), Zagreb, 2001.
- Nekoć i nedavno (Odabrane teme iz leksikologije i novije povijesti hrvatskoga standardnog jezika), Rijeka, 2002.
- Piščev izbor, Zagreb, 2003.
- Iz triju stoljeća hrvatskoga standardnog jezika (II. proš. izd., Hrvatska sveučilišna naklada), Zagreb, 2004.
- Hrvatski kao povijesni jezik, Zaprešić, 2006.
- Hrvatski jezik, pravopis i jezična politika u Nezavisnoj Državi Hrvatskoj, Zagreb, 2008.
- Devet iločkih priopćenja i jedno warszawsko, Ilok, 2010.
- Hrvatski jezik i pravopis od ujedinjenja do kraja Banovine Hrvatske (1918.-1941.), Zagreb, 2012.
- Hrvatski jezik u stoljeću velikih promjena (Od Joakima Stullija do pobjede vukovaca), Zaprešić, 2014.
- Srpsko - hrvatski objasnidbeni rječnik, Zagreb, 2015. (dotisak I. izdanja: Zagreb, 2016.)
- Kroatistički portreti i za(o)kreti, Zagreb, 2019.
- Hrvatska leksikografija (Od početaka do kraja XX. stoljeća), Zagreb, 2019.
- Jezik i stil pripovjedne proze Ive Kozarčanina (prir. Ivan Marković), Zagreb, 2020.

### Udžbenici
- Leksikologija s poviješću hrvatskoga jezika, (udžbenik za 4. razred gimnazije), Zagreb, 1995.
- Hrvatski jezik 4, (udžbenik za 4. razred gimnazije), Zagreb, 1998., 2000., 2002., 2003., 2004., 2008.

### Recenzije, osvrti i prikazi
- Autor je najmanje 118 prikaza, osvrta i recenzija recentnih publikacija (uglavnom iz područja kroatistike i lingvistike). Objavljivao je tekstove u brojnim tiskovinama (Vjesnik, Glas koncila, Hrvatsko slovo, Telegram, Vijenac, Školske novine itd.). Njegova je bibliografija radova do 2007. objavljena u knjizi Godine i plodine.

## Nagrade
- Dobitnik je godišnje nagrade Filozofskoga fakulteta u Zagrebu za autorsku knjigu Hrvatski jezik, pravopis i jezična politika u NDH (2009.)
- Dobitnik je dviju nagrada za životno djelo: prvu je dobio 2014. u Vinkovcima, a drugu 2018. u Zaprešiću.
- Dobitnik je nagrade „Judita” 2020. (postumno) za najuspješniju znanstvenu knjigu za knjigu Hrvatska leksikografija: od početaka do kraja XX. stoljeća, Matica hrvatska, Zagreb, 2019. Nagradu je dodijelilo Društvo hrvatskih književnika.
- Dobitnik je Nagrade Grada Zagreba (2021. - postumno) kao član radne skupine i projektnog tima znanstveno-istraživačkog i izdavačkog projekta „Povijest hrvatskoga jezika od srednjeg vijeka do 21. stoljeća” na kojemu je radio kao urednik.

### Članci
- Krešić, Katica. 2019. Odlazak uglednih hrvatskih jezikoslovaca: IN MEMORIAM (akademik Marko Samardžija i profesor emeritus Josip Silić). Mostariensia. Sveučilište u Mostaru. Mostar. 23 (1): 137–140

## Vanjske poveznice
- Filozofski fakultet Sveučilišta u Zagrebu. Odsjek za kroatistiku: Prof. dr. sc. Marko Samardžija. Životopis
- http://info.hazu.hr/hr/clanovi_akademije/osobne_stranice/marko_samardzija akademik Marko Samardžija], hazu.hr
- Spomenice preminulim članovima HAZU: DiZbi.HAZU | Digitalna zbirka i katalog Hrvatske akademije znanosti i umjetnosti
- https://www.nsk.hr/in-memoriam-marko-samardzija/  Arhivirana inačica izvorne stranice od 30. travnja 2023. (Wayback Machine)